# Recursos gràfics del còmic
El còmic com a llenguatge que combina una narració literària feta a través de mitjans icònics, necessita un seguit de recursos o elements gràfics que recolzen o simulen els efectes visuals necessaris per al desenvolupament de l'acció, segons un seguit de convencions establertes des del naixement del mitjà.

## Galeria de recursos gràfics del còmic
- Elements cinètics:
  - La trajectòria, un seguit de línies que marquen el recorregut del desplaçament d'un personatge o objecte de l'escena per l'interior de la vinyeta, segons el traç es pot endevinar si és una trajectòria desenvolupada de forma lenta, ràpida, directa o sinuosa.
  - L'impacte, que simbolitza el xoc d'elements i que generalment es representa com una expansió de línies que es dispersen en forma estrellada i irregular dins de la qual es produeix l'acció. Pot acompanyar-se d'estrelles o núvols de pols i fum. També s'hi poden plantejar onomatopeies que facin més sonor l'impacte.
  - Els núvols de pols. Es solen utilitzar situats darrere d'un element que es mou a gran velocitat per indicar aquesta velocitat.
  - Les estrelles. S'utilitzen per representar cops, xocs, o atordiment. Si s'ha rebut una pallissa també es representa gràficament com un seguit d'estrelles i planetes donant voltes al cap en cercles concèntrics.
  - El moviment repetit, consisteix en la repetició de línies de contorn més o menys completes, al costat oposat al sentit del desplaçament. És la manera de representar moviments com flexions, girs ràpids, cops de puny, etc.
  - La tremolor, línies al voltant d'un personatge o element que segons si estan dibuixades de forma impetuosa o tremolosa, simbolitzen desequilibri, por o nerviosisme.

- Metàfores visuals:

Són recursos gràfics que simbolitzen situacions o estats d'ànim determinats.
- - Una bombeta sobre el cap del personatge indica que ha tingut una bona idea.
  - Un tronc i una serra, indica que el personatge està dormint i fent roncs (representa que el soroll del ronc és similar al xerrac tallant el tronc).
  - Les  onomatopeies. Representen el so en el llenguatge del còmic. Són convencions que varien segons l'idioma (per exemple, el bordar d'un gos, seria Bub! en català, Guau! en castellà o Woof! en anglès). Les més freqüents: SNIFF (olorar, plorar), SPLASH (esquitxar), SLAM (tancar), GLUPS (engolir), MUACK (besar), BOOM (explosió) BANG (tret de pistola o escopeta), CRASH (xoc o trencadissa) GRRR (gruny)...
  - Els elements paralingüístics, per identificar paraules malsonants i en els quals es solen dibuixar serps, núvols amb llamps, granotes,...

- Les bafarades:

Compostes bàsicament per dos formes, el cos i la cueta, que presenta forma de punta de fletxa o delta invertit, incorporen els diàlegs o text de la historieta.